# تشارلز الكسندر بست
تشارلز الكسندر بست هو سياسي كندي، ولد في 7 يوليو 1931 في تورونتو في كندا، وتوفي في 25 مارس 1978. حزبياً، نشط في الحزب الكندي التقدمي المحافظ. وقد انتخب عضو مجلس العموم الكندي.